# Osowiec-Twierdza
Osowiec-Twierdza est un village situé dans la gmina de Goniądz, dans le powiat de Mońki, dans la voïvodie de Podlachie au nord-est de la Pologne.
L'ancienne forteresse russe d'Osovitse (en polonais : Osowiec) a été abandonnée par l'armée Russe pendant la Première Guerre mondiale. 